# Shin Megami Tensei: Devil Survivor
Shin Megami Tensei: Devil Survivor, conhecido no Japão como Megami Ibunroku Devil Survivor (女神異聞録デビルサバイバー, lit. "O Outro Conto da deusa: Devil Survivor"), é um RPG eletrônico desenvolvido pela Atlus para o Nintendo DS. Foi lançado no Japão em 15 de janeiro de 2009 e nos Estados Unidos em 23 de junho de 2009. Uma versão aprimorada portada para o Nintendo 3DS, Shin Megami Tensei: Devil Survivor Overclocked, também foi desenvolvida pela Atlus e lançada em 2011 no Japão e America do Norte enquanto em 2013 para Europa.
Devil Survivor está situado numa Tokyo dos dias modernos e segue um estudante de 17 anos e seus amigos, que presenciam um surto de demônios com algum deles se tornando seus aliados. O Protagonista também descobre que ele tem a habilidade de ver o tempo de vida restante das pessoas e decide trabalhar para prevenir quantas mortes forem possíveis. Devil Survivor é um RPG eletrônico onde o jogador e o computador controlam um número de esquadrões compostas por um líder e dois personagens de suporte. Entre o combate, o jogador pode explorar vários distritos em Tokyo para avançar na historia do jogo conversando com personagens específicos, descobrir novas informações ou tomar parte em batalhas amistosas "free battles". A narrativa pode ramificar em múltiplos caminhos e resultando em diferentes finais, os quais dependem nas decisões do jogador durante momentos cruciais da historia.

O jogo foi projetado para atrair novos jogadores do gênero. Foi um sucesso comercial no Japão, vendendo 106,997 unidades. As criticas elogiaram o enredo e a jogabilidade que permitia o jogador jogar varias vezes. Overclocked recebeu similar, embora menor, resposta critica baseado na adição e falta e aprimoramentos a portabilidade do jogo ao 3DS. A série recebeu uma adaptação em manga, bem como um Drama CD. Uma sequela, Shin Megami Tensei: Devil Survivor 2, foi lançada em 2011.